# Línea 322 (Interurbanos Madrid)
La línea 322 de la red de autobuses interurbanos de Madrid une el Hospital del Sureste y Arganda del Rey con Ambite.

## Características
Esta línea une el Hospital del Sureste y la localidad de Arganda del Rey con el municipio de Ambite en aproximadamente 35 minutos. Además presta servicio a Perales de Tajuña, Tielmes, Carabaña y Orusco. Está pensada para comunicar a los usuarios de los municipios de la ribera del Tajuña con su hospital de referencia.
La línea no mantiene los mismos horarios todo el año, desde el 16 de julio al 31 de agosto se reducen el número de expediciones los días laborables entre semana (sábados laborables tienen los mismos horarios todo el año), además de los días excepcionales vísperas de festivo y festivos de Navidad en los que los horarios también cambian y se reducen. No presta servicio los domingos ni festivos.
Está operada por la empresa ALSA mediante la concesión administrativa VCM-302 - Madrid – Arganda del Rey – Villar del Olmo – Ambite – Driebes (Viajeros Comunidad de Madrid) del Consorcio Regional de Transportes de Madrid.

### Sublíneas
Aquí se recogen todas las distintas sublíneas que ha tenido la línea 322. La denominación de sublíneas que utiliza el CRTM es la siguiente:
- Número de línea (322)
- Sentido de circulación (1 ida, 2 vuelta)
- Número de sublínea

Por ejemplo, la sublínea 322101 corresponde a la línea 322, sentido 1 (ida) y el número 01 de numeración de sublíneas creadas hasta la fecha.
| Ida    | Ruta | Itinerario                              | Vuelta | Ruta | Itinerario                              |
| ------ | ---- | --------------------------------------- | ------ | ---- | --------------------------------------- |
| 322101 | -    | Arganda - Ambite                        | 322201 | -    | Ambite - Arganda                        |
| 322102 | np   | Arganda - Ambite (por Perales exterior) | 322202 | np   | Ambite - Arganda (por Perales exterior) |

## Horarios
Los horarios que no sean cabecera son aproximados.
| Lunes a viernes laborables |                          |                          |                          |                          |                          |                          |                          |                          |                          |                          |                          |
| Arganda del Rey > Ambite   | Arganda del Rey > Ambite | Arganda del Rey > Ambite | Arganda del Rey > Ambite | Arganda del Rey > Ambite | Arganda del Rey > Ambite | Ambite > Arganda del Rey | Ambite > Arganda del Rey | Ambite > Arganda del Rey | Ambite > Arganda del Rey | Ambite > Arganda del Rey | Ambite > Arganda del Rey |
| Arganda del Rey            | Perales de Tajuña        | Tielmes                  | Carabaña                 | Orusco de Tajuña         | Ambite                   | Ambite                   | Orusco de Tajuña         | Carabaña                 | Tielmes                  | Perales de Tajuña        | Arganda del Rey          |
| 06:00                      | 06:15                    | 06:20                    | 06:25                    | 06:30                    | 06:35                    | 07:40                    | 07:48                    | 07:55                    | 08:05                    | 08:10                    | 08:20                    |
| 14:30                      | 14:45                    | 14:50                    | 14:55                    | 15:00                    | 15:05                    | 14:00                    | 14:08                    | 14:15                    | 14:25                    | 14:30                    | 14:40                    |
| 15:20                      | 15:35                    | 15:40                    | 15:45                    | 15:50                    | 15:55                    | 21:30                    | 21:38                    | 21:45                    | 21:55                    | 22:00                    | 22:10                    |
| 19:35                      | 19:50                    | 19:55                    | 20:00                    | 20:05                    | 20:10                    | 22:30                    | 22:38                    | 22:45                    | 22:55                    | 23:00                    | 23:10                    |
| Sábados laborables         |                          |                          |                          |                          |                          |                          |                          |                          |                          |                          |                          |
| Arganda del Rey > Ambite   | Arganda del Rey > Ambite | Arganda del Rey > Ambite | Arganda del Rey > Ambite | Arganda del Rey > Ambite | Arganda del Rey > Ambite | Ambite > Arganda del Rey | Ambite > Arganda del Rey | Ambite > Arganda del Rey | Ambite > Arganda del Rey | Ambite > Arganda del Rey | Ambite > Arganda del Rey |
| Arganda del Rey            | Perales de Tajuña        | Tielmes                  | Carabaña                 | Orusco de Tajuña         | Ambite                   | Ambite                   | Orusco de Tajuña         | Carabaña                 | Tielmes                  | Perales de Tajuña        | Arganda del Rey          |
| 11:15                      | 11:30                    | 11:35                    | 11:40                    | 11:45                    | 11:50                    | 10:00                    | 10:08                    | 10:15                    | 10:25                    | 10:30                    | 10:40                    |
| 15:30                      | 15:45                    | 15:50                    | 15:55                    | 16:00                    | 16:05                    | 12:30                    | 12:38                    | 12:45                    | 12:55                    | 13:00                    | 13:10                    |
|                            |                          |                          |                          |                          |                          | 22:45                    | 22:53                    | 23:00                    | 23:10                    | 23:15                    | 23:25                    |

1. 1 2 3  No se realiza de 16 de julio a 31 de agosto.
2. 1 2  No pasa por el centro del pueblo.

## Recorrido y paradas

### Sentido Ambite
La línea comienza en el Hospital del Sureste de Arganda del Rey. Toma la AR-30 para alcanzar el casco urbano, entrando por la Avenida del Ejército. Cuando termina ésta, gira y toma la Ctra. de Loeches para luego enlazar con la N-3 donde seguirá dirección Perales de Tajuña. También efectúa parada en las cercanías de Hispasat.
Al llegar a Perales de Tajuña, realiza su travesía por las calles de Mayor Alta y Mayor Baja. En Tielmes, transita por las Avenida del Ferrocarril y Calle Estación.
En Carabaña realiza su travesía por la Avenida de Tielmes, donde continúa de frente en dirección a Orusco. En Orusco de Tajuña efectua sus paradas en la Calle de la Gran Vía, que recorre hasta llegar a Ambite.
En la población de Ambite toma la Ctra. de Madrid-Alvares, donde efectúa su última parada.
| Código                                                                 | Parada                                  | Común con                                   | Conexión con Metro | Municipio         | Zona |
| ---------------------------------------------------------------------- | --------------------------------------- | ------------------------------------------- | ------------------ | ----------------- | ---- |
| 17490                                                                  | Ronda Sur - Hospital del Sureste        | 313 321 330 350A 350B 350C 2 4              |                    | Arganda del Rey   |      |
| 10622                                                                  | Av. Ejército - Pol. Ind. San Sebastián  | 313 321 330 4                               |                    | Arganda del Rey   |      |
| 07454                                                                  | Av. Ejército - Vereda del Melero        | 312 312A 313 321 350A 350B 350C 1           | Arganda del Rey    | Arganda del Rey   |      |
| 07455                                                                  | Av. Ejército - Pza. Bienvenida          | 312 312A 313 321 350A 350B 350C 1           |                    | Arganda del Rey   |      |
| 07461                                                                  | Ctra. Loeches - Zoco                    | 312 312A 313 320 321 326 350A 350B 350C 1 2 |                    | Arganda del Rey   |      |
| 10655                                                                  | Ctra. Loeches - Dr. Escribano Ortiz     | 285 313 320 321 326 350A 350B 350C 1 2      |                    | Arganda del Rey   |      |
| 11904                                                                  | Real - Av. Valencia                     | 320 326 350A 350B 350C 351 352 353 2        |                    | Arganda del Rey   |      |
| 11903                                                                  | Ctra. N-3 - Estación de Comunicaciones  | 326 350A 350B 350C 351 352 353              |                    | Arganda del Rey   |      |
| Parada de las expediciones sin paso por el centro de Perales de Tajuña |                                         |                                             |                    |                   |      |
| 16561                                                                  | Ctra. N-3 - Perales de Tajuña           | 326                                         |                    | Perales de Tajuña |      |
| Parada de las expediciones con paso por el centro de Perales de Tajuña |                                         |                                             |                    |                   |      |
| 18158                                                                  | Mayor Alta - Rana                       | 326 350A 350B 350C 351 352 353              |                    | Perales de Tajuña |      |
| 09762                                                                  | Mayor Alta - Rana                       | 326 350A 350B 350C 351 352 353              |                    | Perales de Tajuña |      |
| 09761                                                                  | Plaza de la Constitución - Ayuntamiento | 326 350A 350B 350C 351 352 353              |                    | Perales de Tajuña |      |
| 09763                                                                  | Mayor Baja - Avenida de la Paz          | 326 330 350A 350B 350C 351 352 353          |                    | Perales de Tajuña |      |
| Paradas del itinerario común                                           |                                         |                                             |                    |                   |      |
| 09758                                                                  | Av. Ferrocarril - Estación de Servicio  | 326                                         |                    | Tielmes           |      |
| 09504                                                                  | Ctra. M-204 - P.º Estación              | 326                                         |                    | Tielmes           |      |
| 09759                                                                  | P.º Estación - Tren                     | 326                                         |                    | Tielmes           |      |
| 12957                                                                  | Ctra. M-204 - Sifón                     | 326                                         |                    | Tielmes           |      |
| 12670                                                                  | Ctra. M-204 - El Bache                  | 326                                         |                    | Tielmes           |      |
| 12672                                                                  | Ctra. M-204 - Manantial de Aguas        | 326                                         |                    | Carabaña          |      |
| 12960                                                                  | Ctra. M-204 - La Venta                  | 326                                         |                    | Carabaña          |      |
| 12961                                                                  | Ctra. M-204 - Casa de la Luz            | 326                                         |                    | Carabaña          |      |
| 09764                                                                  | Av. Tielmes - Santa Lucía               | 326                                         |                    | Carabaña          |      |
| 09663                                                                  | Av. Tielmes - Quiosco                   | 326                                         |                    | Carabaña          |      |
| 10016                                                                  | Av. Tielmes - Piscinas                  | 326                                         |                    | Carabaña          |      |
| 16845                                                                  | Av. Tielmes - C.º Valhondo              | 326                                         |                    | Carabaña          |      |
| 12674                                                                  | Ctra. M204 - Casas Las Laderas          | 326                                         |                    | Carabaña          |      |
| 09766                                                                  | Gran Vía - Estación de Servicio         | 260 326                                     |                    | Orusco de Tajuña  |      |
| 12038                                                                  | Ctra. M-204 - C.º Bellaescusa           | 260 326                                     |                    | Orusco de Tajuña  |      |
| 10282                                                                  | Ctra. M-215 - Comunidad Terapéutica     | 260 326                                     |                    | Ambite            |      |
| 09768                                                                  | Av. Madrid - San Isidro                 | 260 326                                     |                    | Ambite            |      |
| 11898                                                                  | Ctra. M-215 - Molino del Puente         | 260 326                                     |                    | Ambite            |      |
| 20930                                                                  | Ambite - Urb. Sierra Tajuña             | 260 326                                     |                    | Ambite            |      |

### Sentido Arganda
El recorrido de vuelta es igual al de ida pero en sentido contrario.
En Arganda del Rey, alcanza el Ayuntamiento por la Calle Real, llegando a la Plaza de la Constitución y bajando por la calle de Juan de la Cierva. Al terminar esta última, continúa de frente por la Carretera de Loeches. Al terminar esta última, recorre la Avenida del Ejército hasta llegar al Hospital, donde efectúa su última parada.
| Código                                                                 | Parada                                           | Común con                                   | Conexión con Metro | Municipio         | Zona |
| ---------------------------------------------------------------------- | ------------------------------------------------ | ------------------------------------------- | ------------------ | ----------------- | ---- |
| 20930                                                                  | Ambite - Urb. Sierra Tajuña                      | 260 326                                     |                    | Ambite            |      |
| 11899                                                                  | Ctra. M-215 - Molino del Puente                  | 260 326                                     |                    | Ambite            |      |
| 09769                                                                  | Av. Madrid - Virgen del Rosario                  | 260 326                                     |                    | Ambite            |      |
| 16903                                                                  | Ctra. M-215 - Comunidad Terapéutica              | 260 326                                     |                    | Ambite            |      |
| 12037                                                                  | Ctra. M-204 - C.º Bellaescusa                    | 260 326                                     |                    | Orusco de Tajuña  |      |
| 09767                                                                  | Gran Vía - Estación de Servicio                  | 260 326                                     |                    | Orusco de Tajuña  |      |
| 12673                                                                  | Ctra. M-204 - Casas Las Laderas                  | 326                                         |                    | Carabaña          |      |
| 16846                                                                  | Av. Tielmes - C.º Valhondo                       | 326                                         |                    | Carabaña          |      |
| 10015                                                                  | Av. Tielmes - Piscinas                           | 326                                         |                    | Carabaña          |      |
| 09765                                                                  | Av. Tielmes - Estación de Servicio               | 326                                         |                    | Carabaña          |      |
| 09664                                                                  | Av. Tielmes - Santa Lucía                        | 326                                         |                    | Carabaña          |      |
| 15515                                                                  | Ctra. M-204 - Casilla de la Luz                  | 326                                         |                    | Carabaña          |      |
| 12959                                                                  | Ctra. M-204 - La Venta                           | 326                                         |                    | Carabaña          |      |
| 12671                                                                  | Ctra. M-204 - Manantial de Aguas                 | 326                                         |                    | Carabaña          |      |
| 12669                                                                  | Ctra. M-204 - El Bache                           | 326                                         |                    | Tielmes           |      |
| 12958                                                                  | Ctra. M-204 - Huerta del Pavo                    | 326                                         |                    | Tielmes           |      |
| 09503                                                                  | Ctra. M-204 - Estación                           | 326                                         |                    | Tielmes           |      |
| 09760                                                                  | Pza. Constitución - Ayuntamiento                 | 326                                         |                    | Tielmes           |      |
| 09505                                                                  | Real - Centro de Salud                           | 326                                         |                    | Tielmes           |      |
| Parada de las expediciones con paso por el centro de Perales de Tajuña |                                                  |                                             |                    |                   |      |
| 09723                                                                  | Mayor Baja - Avenida de la Paz                   | 326 350A 350B 350C 351 352 353              |                    | Perales de Tajuña |      |
| 09724                                                                  | Plaza de la Constitución - Ayuntamiento          | 326 350A 350B 350C 351 352 353              |                    | Perales de Tajuña |      |
| 09725                                                                  | Mayor Alta - Rana                                | 326 350A 350B 350C 351 352 353              |                    | Perales de Tajuña |      |
| 18159                                                                  | Mayor Alta - Rana                                | 326 350A 350B 350C 351 352 353              |                    | Perales de Tajuña |      |
| Parada de las expediciones sin paso por el centro de Perales de Tajuña |                                                  |                                             |                    |                   |      |
| 16562                                                                  | Ctra. N-3 - Perales de Tajuña                    | 326                                         |                    | Perales de Tajuña |      |
| Paradas del itinerario común                                           |                                                  |                                             |                    |                   |      |
| 11902                                                                  | Ctra. N-3 - Estación de Comunicaciones           | 326 350A 350B 350C 351 352 353              |                    | Arganda del Rey   |      |
| 15444                                                                  | Real - Guardia Civil                             | 312 312A 320 326 350A 350B 350C 1 2         |                    | Arganda del Rey   |      |
| 09788                                                                  | Real - Zarza                                     | 312 312A 320 326 350A 350B 350C 1 2         |                    | Arganda del Rey   |      |
| 10299                                                                  | Pza. Constitución - Juan de la Cierva            | 312 312A 320 326 350A 350B 350C 1 2         |                    | Arganda del Rey   |      |
| 07461                                                                  | Ctra. Loeches - Zoco                             | 312 312A 313 320 321 326 350A 350B 350C 1 2 |                    | Arganda del Rey   |      |
| 10655                                                                  | Ctra. Loeches - Dr. Escribano Ortiz              | 285 313 320 321 326 350A 350B 350C 1 2      | Arganda del Rey    | Arganda del Rey   |      |
| 10633                                                                  | Av. Ejército - Polígono Industrial San Sebastián | 312 312A 320 321 330 350A 350B 350C 1       |                    | Arganda del Rey   |      |
| 17490                                                                  | Ronda Sur - Hospital del Sureste                 | 313 350A 350B 350C 2 4                      |                    | Arganda del Rey   |      |